# Gare de Sidi Bouknadel
 (novembre 2017).
Si vous disposez d'ouvrages ou d'articles de référence ou si vous connaissez des sites web de qualité traitant du thème abordé ici, merci de compléter l'article en donnant les références utiles à sa vérifiabilité et en les liant à la section « Notes et références ».
La gare de Sidi Bouknadel, est une gare ferroviaire située à la sortie de la ville de Sidi Bouknadel, reliée à Tanger par une ligne de l'ONCF doublée et électrifiée.

## Service des voyageurs

### Desserte
Aucun desserte n'est assurée à la gare de Sidi Bouknadel. La gare pourrait être desservie si le projet de RER Rabat-Salé-Kénitra constituée d'une ligne reliant la ville de Kénitra à celle Skhirat aboutit à l'horizon 2030. 

### Intermodalité
La gare est desservie par la ligne de bus ALSA-City Bus 3.